# Aulus-les-Bains
Aulus-les-Bains é uma comuna francesa na região administrativa de Occitânia, no departamento de Ariège.